# Rolbing
Rolbing (deutsch Rolbingen, lothringisch Rolwinge) ist eine französische Gemeinde mit 259 Einwohnern (Stand 1. Januar 2022) im Département Moselle in der Region Grand Est (bis 2015 Lothringen). Sie gehört zum Arrondissement Sarreguemines und zum Kanton Bitche.

## Geografie
Rolbing befindet sich in den Nordvogesen und liegt im äußersten Nordosten Lothringens an der Grenze zur Pfalz am Hornbach. Es ist der nördlichste Zipfel des Bitscher Ländchens am Übergang zum Zweibrücker Hügelland. Das Gemeindegebiet ist Teil des Biosphärenreservates Pfälzerwald-Vosges du Nord.

## Geschichte

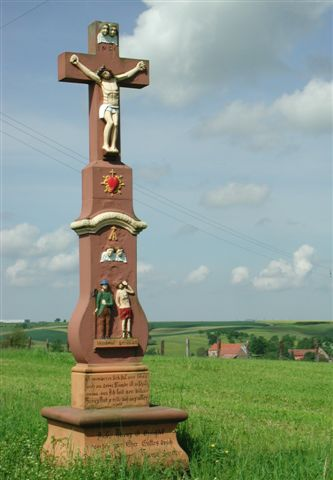
Feldkreuz beim Rolbinger Ortsteil Orenthal

Hügelgräber weisen auf die Anwesenheit der Kelten hin. Aus
gallo-römischer Zeit liegen diverse Bodenfunde vor.
Eine erste Erwähnung des Dorfes erfolgte im Jahr 1303 unter dem Namen Roulbingen (angeblich von Rodulf =germanischer Vorname). Die Endung -ingen spricht für eine fränkische Gründung, evtl. durch das Kloster Hornbach.
Kirchlich gehörte Rolbing bis 1858 zum Pfarrbezirk Loutzviller und seitdem zu Volmunster.

### Bevölkerungsentwicklung
| Jahr      | 1962 | 1968 | 1975 | 1982 | 1990 | 1999 | 2007 | 2019 |
| Einwohner | 378  | 356  | 330  | 295  | 264  | 250  | 292  | 256  |

## Kultur und Sehenswürdigkeiten
Der Ortsteil Unterecke im Norden von Rolbing hat noch den Charakter eines ursprünglichen Lothringer Bauerndorfs bewahrt.

## Belege
1. ↑  Geschichte Rolbings auf bitscherland.fr (französisch)